# Вариант Фрица
Вариант Фрица — система, возникающая в Защите двух коней после ходов: 
1. e2-e4 e7-e5 
2. Kg1-f3 Kb8-c6 
3. Cf1-c4 Kg8-f6 
4. Kf3-g5 d7-d5 
5. e4:d5 Кc6-d4.

## История
Дебют назван по имени немецкого шахматиста Александра Фрица (1857—1932), предложившего ход 5. …Кс6-d4 в качестве опровержения атаки белых. В 1904 году данное продолжение было проанализировано К. Шлехтером в журнале «Deutsche Schachzeitung». Впоследствии Вариант Фрица получил широкое распространение и на сегодняшний день считается главным ответом чёрных наряду с классическим ходом 5. …Кс6-a5.

## Идеи дебюта
Замысел чёрных состоит в том, что белые продолжат атаку путём 6. d5-d6, что позволит чёрным завлечь неприятеля в ловушку (см. «Варианты»). Вследствие этого современная теория отдаёт предпочтение ходу 6. c2-c3, ведущему к игре со взаимными шансами.

## Варианты
- 6. d5-d6 Фd8:d6
  - 7. Kg5:f7 Фd6-c6! — чёрные одновременно нападают на слона c4 и на поле g2. Ход 8. Cc4-f1 проигрывает ввиду 8. …Кd4:c2+.
  - 7. Cc4:f7+ Крe8-e7 8. Cf7-b3 Kd4:b3 9. a2:b3 h7-h6 10. Kg5-f3 e5-e4 11. Kf3-g1 — чёрные получают активную позицию и преимущество двух слонов.
- 6. c2-c3
  - 6. …Kd4-f5 7. d2-d4?! e5:d4 8. 0-0 K:d5! c равенством:  9. Кf3 Сe7 10. Кxd4 c6 11. Лe1 O-O 12. Сxd5 cxd5 13. Сe3 Сd6 или 9. cxd4 Сe7 10. Кc3 Кxc3 11. Фh5 g6 12. Сxf7+ Крd7 13. Сe6+ Крe8 14. Сf7+ с вечным шахом; поэтому заслуживают внимание варианты: 7.0-0 h6 8. Кf3 e4 9. Лe1 Сe7 10. Кe5 O-O 11.h3 и 7.d3 Кxd5 8. Кf3 c6 9. O-O Сd6 10. Лe1 O-O 11. Кxe5 Лe8 12. d4 Фf6 13. Сxd5 cxd5 14. Сf4 без достаточной компенсации у черных за пешку в обоих случаях, а также рекомендация П. Кереса 7.Фe2! на что сильнее всего играть 7…Кd6 8. Сb3 Сe7 9. d3 a5 10. O-O O-O 11. Кf3 e4 12. dxe4 Кdxe4 13. Сc2 Сf5 14. с4 или 9... O-O 10. Кe4 a5 11. Кxf6+ Сxf6 12. a4 e4 13. dxe4 Кxe4 14. Сe3 Лe8 15. O-O Сe5 16. Кd2 Кxd2 17. Фxd2 Фh4 18. f4 Сd6 19. Лae1 и черные также не имеют компенсацию за пешку.
  - 6. ... h7-h6 Белые борются за перевес двумя путями:
  - 1) 7. Кxf7 Крxf7 8. cd ed 9. O-O Сd6 10. d3,
  - 2)  7. cd hg 8. de Кxd5 9. Фb3
  - 6. …b7-b5 7. Cc4-f1
    - 7. ...Kf6:d5
      - 8. Kg5-e4 — вариант Грубера 8...Кe6 9. Сxb5+ Сd7 с некоторым перевесом у белых.
      - 8. Кg5xf7 Крxf7 9. cd ed 10. Фf3+ Кf6 11. Фxa8 Сc5 12. Фc6 Фe8+ 13. Фxe8+ Лxe8+ 14. Крd1 или  10... Крg8 11. Сxb5 Фe7+ 12. Фe2 Кf4 13. Фxe7 Сxe7 14. O-O с материальным перевесом у белых в обоих случаях.
      - 8. c3:d4 Фd8:g5 9. Cf1:b5+ Kpe8-d8 — ведёт к сложной борьбе со взаимными шансами.

    - 7. ...h7-h6 8. c3:d4 h6:g5 9. d4:e5 Kf6:d5 10. Cf1:b5+ Cc8-d7 11. Cb5:d7+ Фd8:d7
    - Старая рекомендация Н. Копылова 12. Кс3 приводит лишь к предпочтительной позиции у белых после 12...Кf4 13. d4 Кxg2+ 14. Крf1 Кh4 15. Фd3 g4! Например 16. Сe3 Кf3 17. Фe4 Лb8 18. b3 Сb4 19. Лc1 Лd8 20. d5 Сxc3 21. Лxc3 Лh5 и черные отыгрывают пешку. Играя 22. e6! fxe6 23. Фg6+ Фf7 24. Фxf7+ Крxf7 25. dxe6+ Крxe6 белые получают в эндшпиле слона против коня.
    - Эндшпиль с лишней пешкой у белых возникает после 12. d3 Сe7 13. O-O Кb4 14. d4 Лd8 15. Кc3 Фxd4 16. Фxd4 Лxd4 17. Сe3 Лdh4 18. h3.
    - После интересной тактической перепалки эндшпиль с лишней пешкой у белых возникает после 12. d4 Сb4+ 13. Кd2 Фf5 14. Фa4+ Крf8 15. O-O c5 16. Кc4 g4 17. Кe3 Фh5 18. Кxg4 Фxg4 19. Фc6 Лd8 20. a3 Фxd4 21. axb4 Кxb4 22. Фf3 Фxe5 23. h3 Фd5 24. Фxd5 Лxd5 25. Лxa7.
    - Сильнейшее 12. O-O Кf4 13. d3 Кxd3 14. Сxg5 Кxe5 15. Кc3 f6 16. Сf4 также вынуждает черных к размену ферзей и существенному перевесу белых в эндшпиле с лишней пешкой.

## Примерная партия
Фишер — Бёргер, 1964
1. e2-e4 e7-e5 2. Kg1-f3 Kb8-c6 3. Cf1-c4 Kg8-f6 4. Kf3-g5 d7-d5 5. e4:d5 Кс6-d4 6. c2-c3 b7-b5 7. Cc4-f1 Kf6:d5 8. c3:d4 Фd8:g5 9. Cf1:b5+ Kpe8-d8 10. Фd1-f3?!  (10. 0-0) 10...Cc8-b7? (10...ed! =) 11. 0-0 e5:d4? (упорнее 11...Лb8 12. dxe5 Кe3 13. Фh3 Фxg2+ 14. Фxg2 Кxg2) 12. Фf3:f7?? (существенный перевес белых сохраняло 12. d3 или 12. Лe1) 12... Kd5-f6! 0-1 После 13. g2-g3 Cb7-d5 белые теряют ферзя.